# Новая Корма (Жлобинский район)
Новая Корма (бел. Новая Карма) — деревня в Папоротнянском сельсовете Жлобинского района Гомельской области Белоруссии.

## География

### Расположение
В 20 км на юго-запад от Жлобина, 76 км от Гомеля, 3 км от железнодорожной станции Мормаль (на линии на линии Жлобин — Калинковичи).

## Транспортная сеть
Транспортные связи по просёлочной, а затем автомобильной дороге Папоротное — Жлобин. Планировка состоит из прямолинейной меридиональной улицы, к которой с запада присоединяются две короткие улицы. Застройка деревянная, усадебного типа.

## История
Основана во второй половине XIX века крестьянами соседних деревень, на землях, купленных ими у помещика. Согласно переписи 1897 года в Якимово-Слободской волости Речицкого уезда Минской губернии. В 1930 году организован колхоз «Красная нива», работали ветряная мельница и кузница. 3 жителя погибли в советско-финскую войну 1939-40 годов. Во время Великой Отечественной войны в ноябре 1943 года оккупанты сожгли 36 дворов и убили 10 жителей. На фронтах и в партизанской борьбе погибли 58 жителей, в память о погибших в центре деревни установлена скульптура солдата. В 1976 году к деревне присоединена деревня Осова Буда, в 1967 году в деревню переселились жители посёлка Работка. В составе колхоза «Искра» (центр — деревня Папоротное).

## Население

### Численность
- 2004 год — 36 хозяйств, 80 жителей.

### Динамика
- 1897 год — 12 дворов, 75 жителей (согласно переписи).
- 1925 год — 36 дворов.
- 1940 год — 48 дворов, 253 жителя.
- 1959 год — 183 жителя (согласно переписи).
- 2004 год — 36 хозяйств, 80 жителей.

## Известные лица
- Шебуняев, Анатолий Петрович — Герой Социалистического Труда.